# Диамофоска
Диамофоска — комплексне мінеральне гранульоване добриво. У промисловості диамофоску застосовують для додання деревині і тканинам вогнестійких властивостей, а також для різних цілей в харчовій і фармацевтичній промисловості .

## Склад
Диамофоска є азотно-фосфорно-калійним добривим, а саме містить у своєму складі амонійний азот (NH+
4),  фосфати та калій. Варто відзначити, що існує два види (марки) диамофоски (NPK 10-26-26, NPK 9-25-25), що відрізняються за співвідношенням компонентів. 
| Діаметр гранул | Масова частка гранул |
| -------------- | -------------------- |
| < 1 мм         | 3%                   |
| 1-5 мм         | 90%                  |
| < 6 мм         | 100%                 |

## Використання

### NPK 10-26-26
Це добриво застосовують для всіх типів ґрунтів. Однак необхідно враховувати, що в добриві вміст фосфору переважає над азотом, тому необхідно додаткове внесення азотних добрив до вирівнювання співвідношення внесеного азоту і фосфору 1:1.
| Рекомендована середня норма внесення | Сільськогосподарська культура               |
| ------------------------------------ | ------------------------------------------- |
| 300 кг/га                            | Пшениця озима (Triticum aestivum L.)        |
| 200-300 кг/га                        | Ячмінь пивоварний                           |
| 400-800 кг/га                        | Цукровий буряк (Beta vulgaris saccharifera) |
| 150-400 кг/га                        | Картопля (Solanum tuberosum)                |